# Harvester of Sorrow
Harvester of Sorrow (englisch für „Ernter des Kummers“) ist ein Lied der US-amerikanischen Metal-Band Metallica. Es wurde im Vereinigten Königreich als zweite Single ihres vierten Studioalbums …And Justice for All ausgekoppelt, während in Nordamerika Eye of the Beholder als zweite Single veröffentlicht wurde.

## Hintergrund
Harvester of Sorrow wurde von James Hetfield und Lars Ulrich geschrieben. Das Lied ist in einem für die Band zur damaligen Zeit langsamen Tempo gehalten. Gegen Ende des Liedes spielt sie es auf eine gegentaktische Weise. Textlich geht es um einen Mann, der ein normales Leben führt und eine Frau und drei Kinder hat. Eines Tages dreht der Mann durch und bringt alle Menschen in seiner Umgebung um.
Als B-Seite nahm die Band Coverversionen der Lieder Breadfan und The Prince auf, welche im Original von der walisischen Heavy-Metal-Band Budgie bzw. der englischen Heavy-Metal-Band Diamond Head geschrieben wurden. 

## Live-Aufführungen
Erstmals wurde das Lied am 23. Mai 1988 bei einem Konzert in Los Angeles gespielt. Harvester of Sorrow gehört zu den regelmäßig gespielten Liedern der Band und wurde über 600 Mal aufgeführt. Lediglich zwischen 1995 und 2003 wurde das Lied nicht gespielt. Eine Liveversion des Liedes wurde als B-Seite für die Single Nothing Else Matters verwendet. Bei dieser Version vergaß die Band, den zweiten Refrain zu spielen.

## Rezeption
Die Single erreichte Platz 20 in den britischen Singlecharts. Harvester of Sorrow belegte in der vom Magazin Guitar World erstellten Liste der 100 besten Metallica-Lieder aller Zeiten Platz 31.

## Coverversionen
- 2000: Link 80
- 2001: Funker Vogt
- 2003: Apocalyptica